# Найменування тропічних циклонів
Назви ураганів — якщо швидкість вітру тропічного шторму більша за 60 кілометрів на годину, то йому присвоюється особисте ім'я. Робиться це для того аби не плутати їх особливо коли в одному регіоні діє одночасно декілька тропічних штормів. Також природні імена краще запам'ятовуються, що запобігає плутанині в новинах, прогнозах погоди та штормових попередженнях. Особливо сильні та руйнівні урагани зберігають в історії, вилучаючи імена, якими вони названі, зі списку імен ураганів. Тобто більше таких імен штормам не дають.
До появи систем іменування урагани називалися безсистемно та випадково, або ж частіше взагалі залишалися безіменними. Урагани називали за іменем святого в день, якого він досяг певного міста, за назвою місцевості, що найбільше від нього постраждала, чи за своєю формою.
Традицію називати атмосферні аномалії людськими іменами започаткували ще на початку ХХ сторіччя австралійський метеоролог Клемент Раґґ, який називав їх іменами парламентарів, що відмовлялися голосувати за надання кредитів на метеодослідження. Під час Другої світової війни американські військові синоптики почали називати карибські урагани іменами своїх дружин і тещ, натякаючи на їхню буйну вдачу. Після війни національна метеослужба США склала спеціальний абетковий список коротких та простих жіночих імен.
В 1950 році була розроблена перша система іменування на основі військової фонетичної абетки, але в 1953 році повернулися до жіночих імен. Міжнародна система назв для ураганів і штормів була затверджена 1955 року. У списки потрапили англійські, іспанські та французькі імена. До 1979 року вони були тільки жіночими, однак потім було вирішено давати ураганам і чоловічі імена.
Система іменування поширилася й на інші тропічні циклони - тихоокеанські тайфуни, шторми Індійського океану, Тиморського моря та північно-західного узбережжя Австрілії. Оскільки регіонів де формуються тропічні шторми декілька, то кожен має власний перелік. Наприклад для Атлантичного океану є 6 переліків з 21 імені, що діють 6 років, після чого повторюються. Якщо раптом трапиться більше 21 урагану, то використають грецьку абетку. Як вже згадувалося, імена особливо руйнівних ураганів викреслюються зі списків та замінюються іншими. 17 березня 2021 р. ВМО оголосила, що використання грецької абетки буде припинено, щоб уникнути плутанини. Натомість, якщо звичайний список імен вичерпано, то буде використано допоміжний список, що складається з 21 зазначених імен.
Прописаної системи не дотримуються японці, які називають урагани північно-західної частини Тихого океану назвами тварин, квітів, дерев, продуктів. Щодо півночі Індійського океану, то місцеві тропічні шторми безіменні.